# Michael Ian Black
Michael Ian Black, nato Michael Ian Schwartz (Hillsborough, 12 agosto 1971), è un comico, attore e sceneggiatore statunitense.

## Biografia
Nasce a Hillsborough, nel New Jersey, da una famiglia ebrea statunitense. I suoi genitori divorziano quando aveva tre anni; sua madre, Jill, più tardi avrebbe fatto coming out come lesbica, mentre suo padre, Robert, sarebbe morto all'età di 39 anni per un trauma cranico procurato da un'aggressione da parte di ignoti.
All'Università di New York, che frequenta brevemente senza portare a termine gli studi, entra a far parte del gruppo comico The State, composto da Robert Ben Garant, Michael Patrick Jann, Kerri Kenney-Silver, Thomas Lennon, Joe Lo Truglio, Ken Marino, Michael Showalter e David Wain. Prima d'entrare nel mondo dello spettacolo, cambia il suo cognome da Schwartz ("nero" in tedesco) a Black, onde evitare fraintendimenti con l'attore Mike Schwartz.

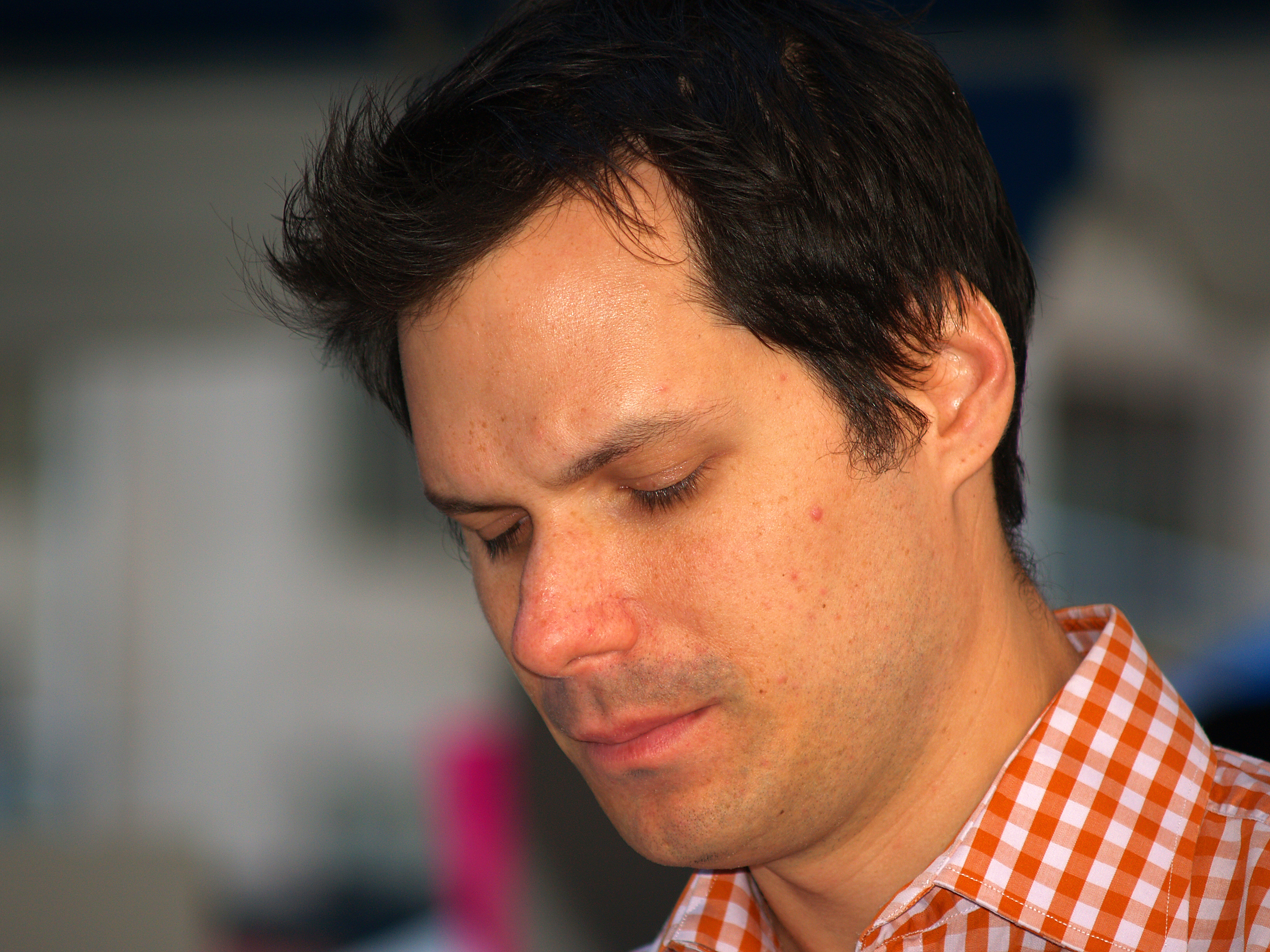
Michael Ian Black nel 2007.

Tra fine anni novanta e inizio anni duemila, partecipa in diversi ruoli col resto dei The State al programma di sketch comici di MTV The State, al film Wet Hot American Summer, diretto da Wain, e alla serie di Comedy Central Reno 911!.
Dal 2002 al 2010 si fa notare in solitaria commentando in maniera irriverente la serie di programmi di VH1 I Love the..., dedicata alla cultura pop di ciascun decennio della seconda metà del XX secolo. Ha poi un ruolo regolare nella serie televisiva della NBC Ed (2000-2004) e presenta per diverse serate il The Late Late Show della CBS in attesa che Craig Ferguson vi sostituisca Craig Kilborn alla conduzione.
Ha scritto la sceneggiatura di due film comici, Matrimonio per sbaglio (2006) e Run Fatboy Run (2007, che ha co-sceneggiato col protagonista Simon Pegg), dirigendone inoltre il primo, interpretato da Jason Biggs, Isla Fisher e Joe Pantoliano.
Oltre a lavorare come attore e sceneggiatore, prevalentemente in televisione, Black scritto anche diversi libri di letteratura per l'infanzia.

## Filmografia

### Attore

#### Cinema
- Wet Hot American Summer, regia di David Wain (2001)
- The Baxter, regia di Michael Showalter (2005)
- Partner(s) - Romantiche bugie (Partner(s)), regia di Dave Diamond (2005)
- The Ten - I dieci comandamenti come non li avete mai visti (The Ten), regia di David Wain (2007)
- Reno 911!: Miami, regia di Robert Ben Garant (2007)
- Take Me Home Tonight, regia di Michael Dowse (2011)
- Nudi e felici (Wanderlust), regia di David Wain (2012)
- Questi sono i 40 (This Is 40), regia di Judd Apatow (2012)
- Hell Baby, regia di Robert Ben Garant e Thomas Lennon (2013)
- They Came Together, regia di David Wain (2014)
- Smosh: The Movie, regia di Alex Winter (2015)
- Sei gemelli (Sextuplets), regia di Michael Tiddes (2019)

#### Televisione
- NYPD - New York Police Department (NYPD Blue) – serie TV, episodio 1x12 (1994)
- The State – serie TV, 27 episodi (1993-1995)
- The Daily Show – programma TV, 1 puntata (1997)
- Viva Variety – serie TV, 38 episodi (1997-1998)
- Hercules – serie TV, episodio 1x59 (1999)
- Ed – serie TV, 83 episodi (2000-2004)
- Reno 911! – serie TV, 4 episodi (2003-2020)
- Jimmy Kimmel Live! – programma TV, 1 puntata (2004)
- Stella – serie TV, 10 episodi (2005)
- Tom Goes to the Mayor – serie TV, episodi 1x07-2x09 (2005-2006)
- Reaper - In missione per il Diavolo (Reaper) – serie TV, 6 episodi (2008-2009)
- Michael & Michael Have Issues – serie TV, 7 episodi (2009)
- Mercy – serie TV, episodio 1x10 (2010)
- Robot Chicken – serie TV, episodi 5x02-5x20 (2011-2012)
- You're Whole – serie TV, 9 episodi (2012-2013)
- Inside Amy Schumer  – serie TV, 4 episodi (2013-2016)
- Maron – serie TV, episodio 2x01 (2014)
- Us & Them – serie TV, 9 episodi (2014-2015)
- Deadbeat – serie TV, episodio 2x07 (2015)
- Another Period – serie TV, 30 episodi (2015-2017)
- The Jim Gaffigan Show – serie TV, 23 episodi (2015-2016)
- Wet Hot American Summer: First Day of Camp – miniserie TV, 7 puntate (2015)
- Wet Hot American Summer: Ten Years Later – miniserie TV, 7 puntate (2017)
- The Good Fight – serie TV, episodi 2x07-2x09 (2018)
- Bobcat Goldthwait's Misfits & Monsters – serie TV, episodio 1x03 (2018)
- Insatiable – serie TV, 5 episodi (2018-2019)
- Bless This Mess – serie TV, episodio 2x03 (2019)

### Sceneggiatore

#### Cinema
- Matrimonio per sbaglio (Wedding Daze) (2006)
- Run Fatboy Run, regia di David Schwimmer (2007)

#### Televisione
- The State – serie TV, 27 episodi (1993-1995)
- Viva Variety – serie TV, 16 episodi (1997)
- Stella – serie TV, 10 episodi (2005)
- Michael & Michael Have Issues – serie TV, 7 episodi (2009)
- You're Whole – serie TV, 12 episodi (2012-2013)
- Another Period – serie TV, episodi 3x09-3x11 (2015-2017)

### Produttore esecutivo
- Viva Variety – serie TV, 16 episodi (1997)
- Stella – serie TV, 10 episodi (2005)
- Michael & Michael Have Issues – serie TV, 7 episodi (2009)
- You're Whole – serie TV, 12 episodi (2012-2013)

### Regista
- Matrimonio per sbaglio (Wedding Daze) (2006)
- Michael & Michael Have Issues – serie TV, episodi 1x06-1x07 (2009)

## Doppiatori italiani
Nelle versioni in italiano dei suoi lavori, Michael Ian Black è stato doppiato da:
- Marco Vivio in Wet Hot American Summer, Wet Hot American Summer: First Day of Camp, Wet Hot American Summer: Ten Years Later
- Corrado Conforti in Ed
- Oreste Baldini in Reaper - In missione per il diavolo
- Francesco Bulckaen in Take Me Home Tonight
- Andrea Lavagnino in Smosh: The Movie
- Luigi Ferraro in Sei gemelli
- Teo Bellia in Insatiable
- Federico Viola in Superman

Da doppiatore è sostituito da:
- Oreste Baldini in Robot Chicken
- Stefano Thermes in Helpsters